# Liste des gares du Nord-Pas-de-Calais

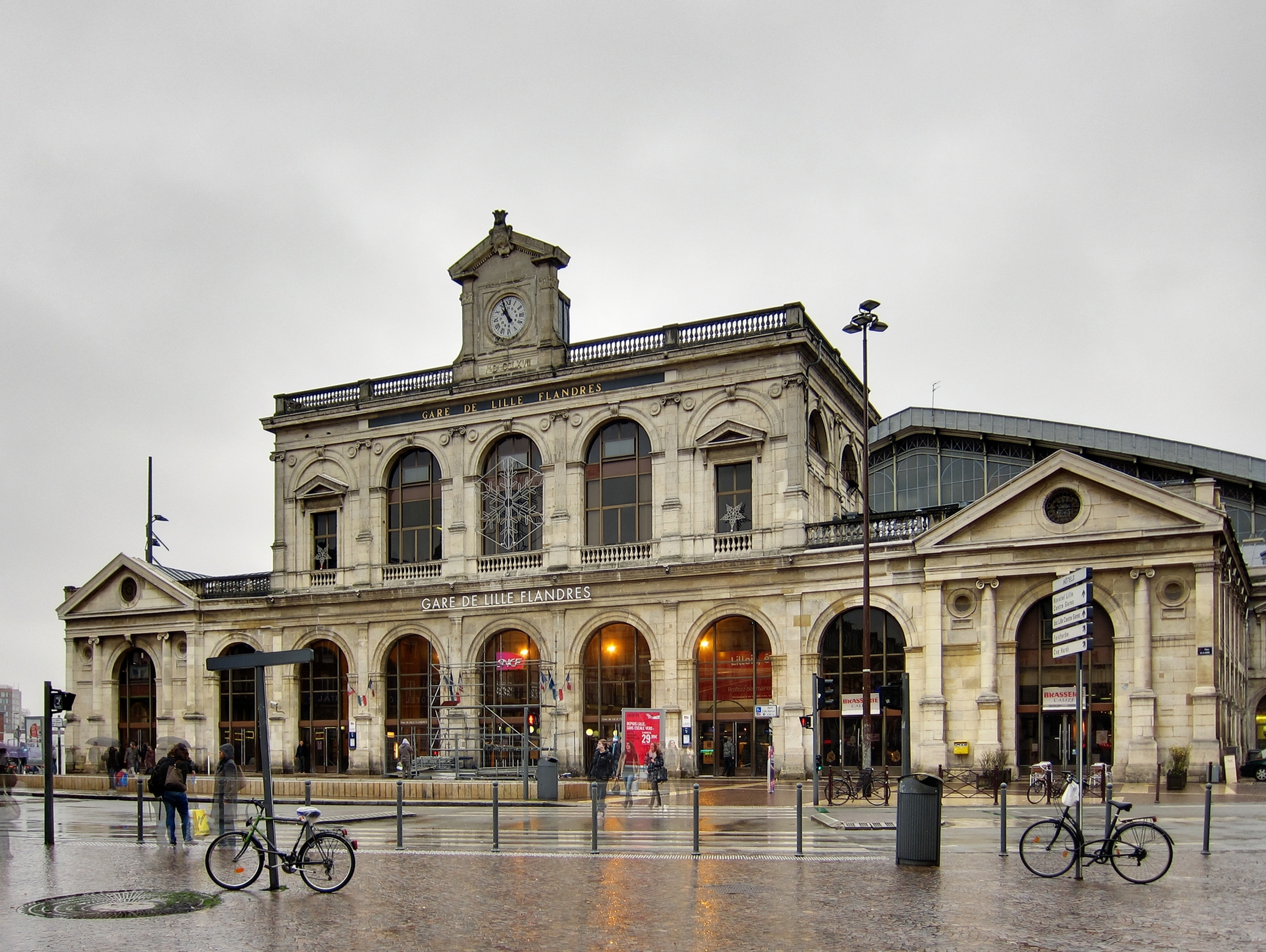
Bâtiment voyageurs et entrée de la gare de Lille-Flandres.

La liste des gares du Nord-Pas-de-Calais, est une liste des gares ferroviaires, haltes ou arrêts, situées dans l'ancienne région Nord-Pas-de-Calais.
Cette liste, actuellement non exhaustive, classe les gares uniquement selon leur statut. Elle n'a pas vocation à les trier selon leur département de localisation.

## Gares ferroviaires des lignes du réseau national

### Gares ouvertes au trafic voyageurs
Liste des gares voyageurs de la Société nationale des chemins de fer français (SNCF) et notamment du réseau TER Hauts-de-France.

### A
- Gare d'Achiet
- Gare d'Annappes
- Gare d'Anor
- Gare d'Anvin
- Gare d'Arleux
- Gare d'Armentières
- Gare d'Arnèke
- Gare d'Arras
- Gare d'Ascq
- Gare d'Aubigny-au-Bac
- Gare d'Aubigny-en-Artois
- Gare d'Aubin-Saint-Vaast
- Gare d'Auchy-lès-Hesdin
- Gare d'Audruicq
- Gare d'Aulnoye-Aymeries
- Gare d'Avesnelles
- Gare d'Avesnes
- Gare d'Avion

### B
- Gare de Bailleul
- Gare de Baisieux
- Gare de Bauvin - Provin
- Gare de Beau-Marais
- Gare de Beaurainville
- Gare de Bergues
- Gare de Berlaimont
- Gare de Bertry
- Gare de Béthune
- Gare de Beuvrages
- Gare de Beuvry (Pas-de-Calais)
- Gare de Biache-Saint-Vaast
- Gare de Billy-Montigny
- Gare de Blangy-sur-Ternoise
- Gare de Boisleux
- Gare des Bons-Pères
- Gare de Bouchain
- Gare de Boulogne-Tintelleries
- Gare de Boulogne-Ville
- Gare de Bourbourg
- Gare de Brebières-Sud
- Gare de Brimeux
- Gare de Brunémont
- Gare de Bully - Grenay
- Gare de Busigny

### C
- Gare de Caffiers
- Gare de Calais - Fréthun
- Gare de Calais-Ville
- Gare de Calonne-Ricouart
- Gare de Cambrai
- Gare de Cantin
- Gare de Cassel
- Gare du Cateau
- Gare de Cattenières
- Gare de Caudry
- Gare de Chocques
- Gare de Comines-France
- Gare de Corbehem
- Gare de Coron-de-Méricourt
- Gare de Coudekerque-Branche
- Gare de Courcelles-le-Comte
- Gare de Croix-L'Allumette
- Gare de Croix - Wasquehal
- Gare de Cuinchy

### D
- Gare de Dannes - Camiers
- Gare de Denain
- Gare de Deûlémont
- Gare de Dompierre
- Gare de Don - Sainghin
- Gare de Douai
- Gare de Dourges
- Gare de Dunkerque

### E
- Gare d'Ebblinghem
- Gare d'Ennevelin
- Gare d'Escaudœuvres
- Gare d'Esquelbecq
- Gare d'Étaples - Le Touquet

### F
- Gare de Farbus
- Gare des Fontinettes
- Gare de Fouquereuil
- Gare de Fourmies
- Gare de Fretin
- Gare de Frévin-Capelle

### G
- Gare de Grande-Synthe
- Gare de Gravelines

### H
- Gare de Hachette
- Gare de Ham-en-Artois
- Gare d'Haubourdin
- Gare du Haut-Banc
- Gare d'Hautmont
- Gare d'Hazebrouck
- Gare d'Hellemmes
- Gare d'Hénin-Beaumont
- Gare d'Hesdigneul
- Gare d'Hesdin

### I
- Gare d'Isbergues
- Gare d'Iwuy

### J
- Gare de Jeumont

### L
- Gare de La Bassée - Violaines
- Gare de La Fontaine
- Gare de La Madeleine
- Gare de Landas
- Gare de Landrecies
- Gare de Leforest
- Gare de Lens
- Gare de Lesquin
- Gare de Leval (Nord)
- Gare de Lezennes
- Gare de Libercourt
- Gare de Liévin
- Gare de Lille-CHR
- Gare de Lille-Europe
- Gare de Lille-Flandres
- Gare de Lille-Porte-de-Douai
- Gare de Lillers
- Gare de Loison-sous-Lens
- Gare de Loos-lez-Lille
- Gare de Loos-en-Gohelle
- Gare de Lourches
- Gare de Louvroil

### M
- Gare de Maresquel
- Gare de Marœuil
- Gare de Marquette
- Gare de Marquillies
- Gare de Marquise - Rinxent
- Gare de Maubeuge
- Gare de Maurois
- Gare de Mazingarbe
- Gare de Meurchin
- Gare de Mont-de-Terre
- Gare de Montigny-en-Ostrevent
- Gare de Montreuil-sur-Mer

### N
- Gare de Neufchâtel-Hardelot
- Gare de Nieppe
- Gare de Nœux-les-Mines
- Gare de Nomain
- Gare de Nortkerque

### O
- Gare d'Orchies
- Gare d'Ors
- Gare d'Ostricourt

### P
- Gare de Pérenchies
- Gare de Pernes - Camblain
- Gare de Phalempin
- Gare de Pihen
- Gare du Poirier-Université
- Gare de Pont-à-Vendin
- Gare de Pont-d'Ardres
- Gare de Pont-de-Bois
- Gare de Pont-de-Briques
- Gare de Pont-de-la-Deûle
- Gare de Pont-de-Sallaumines
- Gare de Prouvy - Thiant

### Q
- Gare du Quesnoy
- Gare de Quesnoy-sur-Deûle

### R
- Gare de Raismes (Nord)
- Gare de Rang-du-Fliers - Verton
- Gare de Recquignies
- Gare de Renescure
- Gare de Rœux
- Gare de Ronchin
- Gare de Rosult
- Gare de Roubaix
- Gare de Ruminghem

### S
- Gare de Sains-du-Nord
- Gare de Saint-Amand-les-Eaux
- Gare de Saint-André (Nord)
- Gare de Saint-Omer
- Gare de Saint-Pol-sur-Ternoise
- Gare de Sallaumines
- Gare de Salomé
- Gare de Santes
- Gare de Savy-Berlette
- Gare de Seclin
- Gare de Sin-le-Noble
- Gare de Somain
- Gare de Sous-le-Bois
- Gare de Sainte-Marguerite
- Gare de Steenbecque
- Gare de Steenwerck
- Gare de Saint-Hilaire
- Gare de Strazeele

### T
- Gare de Templeuve-en-Pévèle
- Gare de Thiennes
- Gare de Tincques
- Gare de Tourcoing
- Gare de Trith-Saint-Léger

### V
- Gare de Valenciennes
- Gare de Vimy
- Gare de Vis-à-Marles
- Gare de Vitry-en-Artois

### W
- Gare de Wallers
- Gare de Wambaix
- Gare de Wambrechies
- Gare de Watten - Éperlecques
- Gare de Wattignies - Templemars
- Gare de Wavrin
- Gare de Wimille - Wimereux

### Gare ouverte au transport des autocars et automobiles
- Terminal de Coquelles

### Gares uniquement marchandises: situées sur une ligne en service
- Gare d'Aniche
- Gare d'Arques (Pas-de-Calais)
- Gare de Blanc-Misseron
- Delta 3 Dourges
- Gare de Desvres
- Gare de Lumbres
- Gare de Maulde - Mortagne
- Gare d'Onnaing
- Gare de Wizernes

### Gares fermées à tout trafic: situées sur une ligne en service
- Gare d'Aire-sur-la-Lys
- Gare d'Anzin
- Gare d'Artres
- Gare de Blendecques
- Gare de Boulogne-Aéroglisseurs
- Gare de Cambrai-Annexe
- Gare de Champ-du-Chêne
- Gare de Colleret
- Gare de Courghain
- Gare de Cousolre
- Gare de Denain-Mines
- Gare d'Esquerdes
- Gare de Fives
- Gare de Fressies
- Gare d'Haubourdin-Halte
- Gare d'Hélesmes
- Gare d'Hérin
- Gare de Lille-Jonction-du-Lion-d'Or
- Gare de Lille-Sud
- Gare de Lomme
- Gare d'Oisy-le-Verger
- Gare de Quarouble
- Gare de Saint-Braïou
- Gare de Saint-Saulve
- Gare de Saint-Vaast-la-Haut
- Gare de Samer
- Gare de Sancourt
- Gare de Sequedin
- Gare de Valenciennes-Faubourg-de-Paris
- Gare du Vert-Galant (Nord)
- Gare de Vicoigne

### Gares fermées: situées sur une ligne ou une section fermée
- Gare d'Abscon
- Gare d'Anstaing
- Gare d'Auxi-le-Château
- Gare de Bapaume
- Gare de Beuvry-les-Orchies
- Gare de Boulogne-Marée
- Gare de Boulogne-Maritime
- Ancienne gare de Boulogne-Ville
- Gare de Bouvines
- Gare de Blécourt
- Gare de Bray-Dunes
- Gare de Bruay-en-Artois
- Gare de Bruay-sur-l'Escaut
- Gare de Calais-Maritime
- Gare de Carvin
- Gare de Cobrieux
- Gare de Condé
- Gare de Cysoing
- Gare d'Escaudain
- Gare d'Escautpont-Mines
- Gare de Fenain
- Gare de Ferrière-la-Grande
- Gare de Fresnes-sur-Escaut
- Gare de Fréthun
- Gare de Genech
- Gare de Godewaersvelde
- Gare de Gruson
- Gare d'Halluin
- Gare d'Harnes
- Gare d'Houplines
- Gare de Lannoy
- Gare de Leffrinckoucke
- Gare de Marcoing
- Gare du Moulin
- Gare de Lille-Saint-Sauveur
- Gare de Lottinghen
- Gare de Marchiennes
- Gare de Nielles-lès-Bléquin
- Gare de Nomain-Ouvignies
- Gare de Quiéry-la-Motte
- Gare de Roncq
- Gare de Rosendaël
- Gare de Roubaix - Wattrelos
- Gare de Thiers-la-Grange
- Ancienne gare du Touquet-Aéroport
- Gare du Touquet-Aéroport
- Gare de Tourcoing-les-Francs
- Gare de Tressin
- Gare de Vieux-Condé
- Gare de Wandignies-Hamage
- Gare de Wattrelos
- Gare de Zuydcoote
- Gare du sanatorium-maritime-de-Zuydcoote

## Voie étroite

### Gares fermées
- Gare d'Avesnes-le-Comte
- Gare du Bahot
- Gare de Bambecque
- Gare de Beussent
- Gare de Bierne
- Gare de Bollezeele
- Gare de Bousbecque
- Gare de Bray-Dunes Plage
- Gare de Camblain-l'Abbé
- Gare de Deûlémont (CEN)
- Gare de Drincham
- Gare de Frelinghien
- Gare d'Herzeele
- Gare d'Hondeghem
- Gare d'Hondschoote
- Gare de Killem
- Gare de Lederzeele
- Gare des Moëres
- Gare de Pitgam
- Gare du Portel
- Gare de Rexpoëde
- Gare de Saint-Momelin
- Gare de Saint-Sylvestre-Cappel
- Gare de Steene
- Gare de Steenvoorde
- Gare de Thérouanne
- Gare de Verton-Bourg
- Gare de Volckerinckhove - Broxeele
- Gare de Wailly
- Gare de Warhem
- Gare de Wervicq-Sud
- Gare de Winnezeele
- Gare de Wormhout
- Gare de Zegerscappel